# Zarzal (Río Grande)
Zarzal es un barrio ubicado en el municipio de Río Grande en el estado libre asociado de Puerto Rico. En el Censo de 2010 tenía una población de 14.314 habitantes y una densidad poblacional de 508,81 personas por km².

## Geografía
Zarzal se encuentra ubicado en las coordenadas 18°23′11″N 65°47′25″O / 18.38639, -65.79028. Según la Oficina del Censo de los Estados Unidos, Zarzal tiene una superficie total de 28.13 km², de la cual 23.99 km² corresponden a tierra firme y (14.71%) 4.14 km² es agua.

## Demografía
Según el censo de 2010, había 14.314 personas residiendo en Zarzal. La densidad de población era de 508,81 hab./km². De los 14.314 habitantes, Zarzal estaba compuesto por el 62.71% blancos, el 21.31% eran afroamericanos, el 0.64% eran amerindios, el 0.24% eran asiáticos, el 11.82% eran de otras razas y el 3.28% pertenecían a dos o más razas. Del total de la población el 98.79% eran hispanos o latinos de cualquier raza.